# Turhal

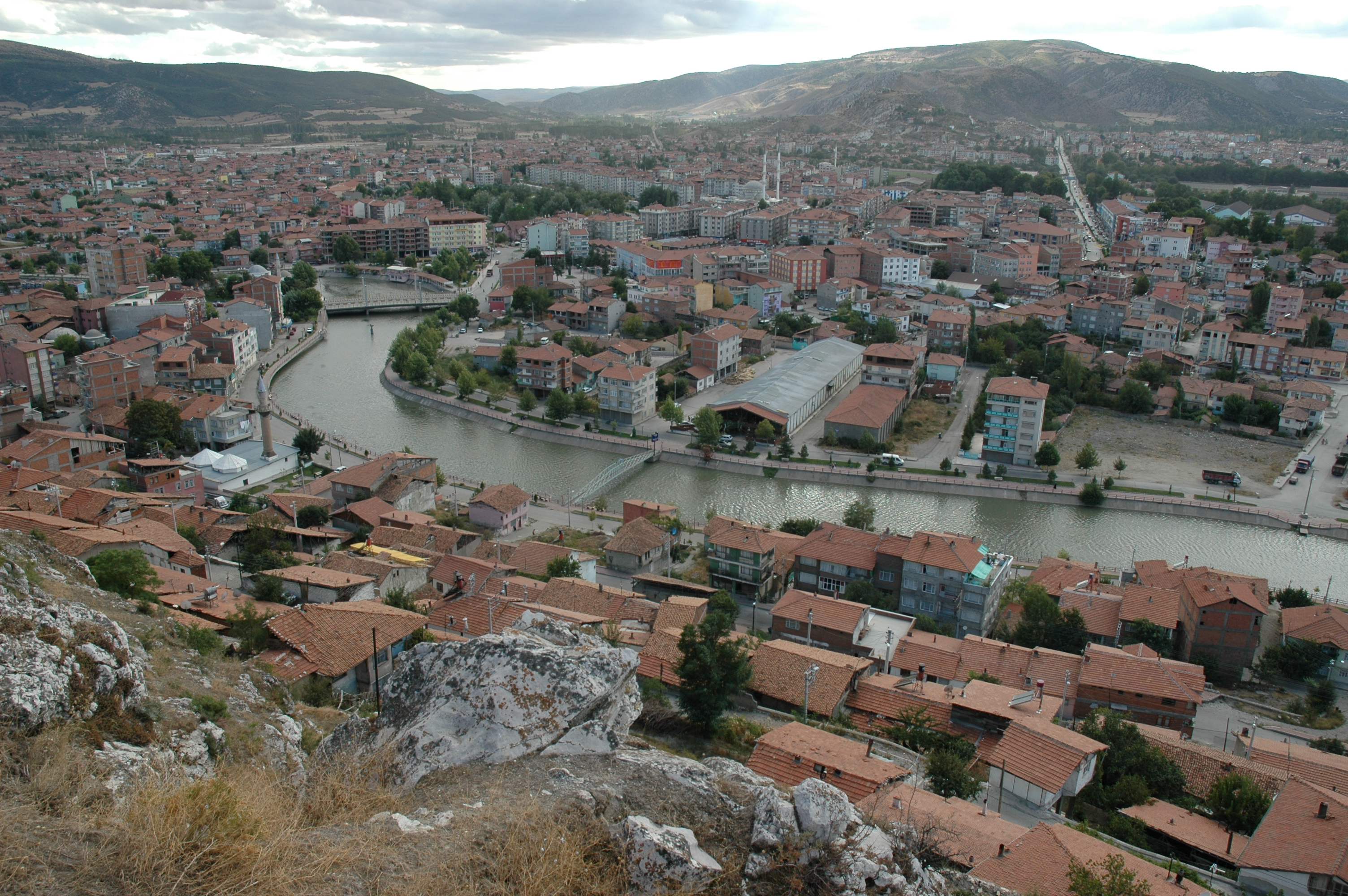
Turhal ze wzgórza Kale

Turhal – miasto w Turcji w prowincji Tokat, około 100 km na południe od morza Czarnego. Przez miasto przepływa rzeka Yeşilırmak. 
Turhal jest znanym ośrodkiem przetwórstwa buraków cukrowych. W latach 30. XX w. podczas światowego kryzysu cukrowego budowa cukrowni przyczyniła się z dużym stopniu do rozwoju młodego państwa państwa Atatürka. W ostatnich latach populacja miasta spadła poniżej 100 tys. mieszkańców. 
Według danych na rok 2010 miasto zamieszkiwało 86 327 osób.